# Musculus extensor hallucis longus
De musculus extensor hallucis longus  of lange groteteenstrekker is een van de twee skeletspieren die de grote teen (hallex) strekken (extensie). De spier bevindt zich in de kuit tussen de musculus tibialis anterior en de musculus extensor digitorum longus. De andere strekspier is de musculus extensor hallucis brevis, de 'korte groteteenstrekker' in de voet.
De antagonisten zijn de musculus flexor hallucis longus en de musculus flexor hallucis brevis.